# Thành phố Kansas, Kansas
Thành phố Kansas, Kansas là một thành phố thủ phủ quận Wyandotte trong bang Kansas, Hoa Kỳ. Thành phố có tổng diện tích km², trong đó diện tích đất là km². Theo điều tra dân số Hoa Kỳ năm 2010, thành phố có dân số 145.786 người. 
Kansas City là thành phố lớn thứ ba ở bang Kansas, là một vùng ngoại ô của Thành phố Kansas, Missouri, và là thành phố lớn thứ ba trong khu vực vùng đô thị Thành phố Kansas. Thành phố này là một phần của một chính phủ hợp nhất thành phố quận hạt được gọi là "Chính quyền thống nhất" đó cũng bao gồm các thành phố của Bonner Springs và Edwardsville. Thành phố nằm ở Kaw Point, đó là đường giao nhau của các con sông Missouri và Kansas. Nó thường được gọi là "KCK" để phân biệt nó từ Kansas City, MO (thường được gọi là "KCMO"). Thành phố có đường đua xe Kansas Speedway và sân nhà của Sporting Kansas City.